# Liste der Nummer-eins-Hits in Frankreich (2015)
Diese Liste der Nummer-eins-Hits in Frankreich 2015 basiert auf den offiziellen Chartlisten (Top Singles Téléchargés [Download], Top Singles Streaming und Top Albums) des Syndicat National de l’édition Phonographique (SNEP), der französischen Landesgruppe der IFPI.
Wegen des neuen weltweiten Veröffentlichungsschemas (New Music Fridays), nach dem Neuerscheinungen von da an einheitlich freitags erfolgen, wurde die Chartwoche vom 29. Juni verlängert bis einschließlich 9. Juli. Die folgende Chartwoche begann damit erst am 10. Juli.

## Singles
| ← 2014 ← | Liste der Nummer-eins-Hits in Frankreich (Top Singles Téléchargés) | Liste der Nummer-eins-Hits in Frankreich (Top Singles Téléchargés) | Liste der Nummer-eins-Hits in Frankreich (Top Singles Téléchargés)                                         | 2016 → |
| \| Zeitraum \| Wo. ges. \| Interpret \| Titel Autor(en) \| Zusätzliche Informationen \| \| (Zeitraum, Wochen auf Platz eins, Interpret, Titel, Autor[en], zusätzliche Informationen) \| \| \| \| \| \| ----------------------------------------------------------------------------------------- \| -------- \| --------------------------------- \| ---------------------------------------------------------------------------------------------------------- \| ----------------------------------------------------------------------------------------------------------------------------------------------------------------------------------------------------------------------------------------------------------------------------------------- \| \| 15. Dezember 2014 – 1. März 2015 11 Wochen \| 11 \| Mark Ronson feat. Bruno Mars \| Uptown Funk! Mark Ronson, Jeff Bhasker, Bruno Mars, Philip Lawrence \| − \| \| 2. März 2015 – 15. März 2015 2 Wochen \| 2 \| Louane \| Avenir Louane Emera, Quentin Capron \| 2013 wurde die Sängerin aus Nordfrankreich bei The Voice entdeckt. Für ihre Filmrolle als Sängerin bekam sie im Vorjahr einen César und hatte mit dem Filmsong Je vole einen ersten Top-Ten-Hit. Mit eigenem Album und Song übernahm sie jetzt gleichzeitig beide Nummer-eins-Positionen. \| \| 16. März 2015 – 10. Mai 2015 8 Wochen (insgesamt 10) \| 10 \| Omi \| Cheerleader (Felix Jaehn Remix) Omar Samuel Pasley, Clifton Dillon, Mark Bradford, Ryan Dillon, Sly Dunbar \| − \| \| 11. Mai 2015 – 24. Mai 2015 2 Wochen \| 2 \| Marina Kaye \| Homeless Nina Woodford, Mathias Wollo, Marina Dalmas \| − \| \| 25. Mai 2015 – 7. Juni 2015 2 Wochen (insgesamt 10) \| 10 \| Omi \| Cheerleader (Felix Jaehn Remix) Omar Samuel Pasley, Clifton Dillon, Mark Bradford, Ryan Dillon, Sly Dunbar \| − \| \| 8. Juni 2015 – 23. Juli 2015 6 Wochen \| 6 \| Feder feat. Lyse \| Goodbye Anne-Lyse Blanc, Hadrien Federiconi \| − \| \| 24. Juli 2015 – 30. Juli 2015 1 Woche \| 1 \| Kygo feat. Parson James \| Stole the Show Ashton Parson, Kyrre Gørvell-Dahll, Kyle Kelso, Marli Harwood, Michael Harwood \| − \| \| 31. Juli 2015 – 6. August 2015 1 Woche \| 1 \| One Direction \| Drag Me Down John Ryan, Julian Bunetta, Jamie Scott \| – \| \| 7. August 2015 – 27. August 2015 3 Wochen (insgesamt 6) \| 6 \| Nicky Jam & Enrique Iglesias \| El perdón Nick Rivera Caminero \| – \| \| 28. August 2015 – 3. September 2015 1 Woche \| 1 \| Mylène Farmer & Sting \| Stolen Car Gordon Sumner, Mylène Farmer \| Das Original war 2004 einer der letzten größeren Charthits für Sting. Die französisch-englische Version wurde produziert von The Avener, der Ende letzten Jahres selbst einen Nummer-3-Hit hatte. \| \| 4. September 2015 – 24. September 2015 3 Wochen (insgesamt 6) \| 6 \| Nicky Jam & Enrique Iglesias \| El perdón Nick Rivera Caminero \| – \| \| 25. September 2015 – 15. Oktober 2015 3 Wochen \| 3 \| L.E.J \| Summer 2015 \| Das Frauentrio war eine Internetentdeckung. Nur mit Gesang und Cello coverten sie aktuelle Songs und stellten sie online. Ihr Medley aus Hits des Sommers 2015 wie Lean On und Cheerleader brachte ihnen den Durchbruch an die Chartspitze. \| \| 16. Oktober 2015 – 22. Oktober 2015 1 Woche \| 1 \| Charlie Puth feat. Meghan Trainor \| Marvin Gaye Charlie Puth, Julie Frost, Jacob Elisha Luttrell, Nick Seeley \| – \| \| 23. Oktober 2015 – 7. Januar 2016 11 Wochen \| 11 \| Adele \| Hello Greg Kurstin, Adele Adkins \| – \| |                                                                    |                                                                    | | |
| ← 2014 |                                                                    |                                                                    | | → 2016 → |
| Zeitraum | Wo. ges.                                                           | Interpret                                                          | Titel Autor(en)                                                                                            | Zusätzliche Informationen |
| (Zeitraum, Wochen auf Platz eins, Interpret, Titel, Autor[en], zusätzliche Informationen) |                                                                    |                                                                    | | |
| 15. Dezember 2014 – 1. März 2015 11 Wochen | 11                                                                 | Mark Ronson feat. Bruno Mars                                       | Uptown Funk! Mark Ronson, Jeff Bhasker, Bruno Mars, Philip Lawrence                                        | − |
| 2. März 2015 – 15. März 2015 2 Wochen | 2                                                                  | Louane                                                             | Avenir Louane Emera, Quentin Capron                                                                        | 2013 wurde die Sängerin aus Nordfrankreich bei The Voice entdeckt. Für ihre Filmrolle als Sängerin bekam sie im Vorjahr einen César und hatte mit dem Filmsong Je vole einen ersten Top-Ten-Hit. Mit eigenem Album und Song übernahm sie jetzt gleichzeitig beide Nummer-eins-Positionen. |
| 16. März 2015 – 10. Mai 2015 8 Wochen (insgesamt 10) | 10                                                                 | Omi                                                                | Cheerleader (Felix Jaehn Remix) Omar Samuel Pasley, Clifton Dillon, Mark Bradford, Ryan Dillon, Sly Dunbar | − |
| 11. Mai 2015 – 24. Mai 2015 2 Wochen | 2                                                                  | Marina Kaye                                                        | Homeless Nina Woodford, Mathias Wollo, Marina Dalmas                                                       | − |
| 25. Mai 2015 – 7. Juni 2015 2 Wochen (insgesamt 10) | 10                                                                 | Omi                                                                | Cheerleader (Felix Jaehn Remix) Omar Samuel Pasley, Clifton Dillon, Mark Bradford, Ryan Dillon, Sly Dunbar | − |
| 8. Juni 2015 – 23. Juli 2015 6 Wochen | 6                                                                  | Feder feat. Lyse                                                   | Goodbye Anne-Lyse Blanc, Hadrien Federiconi                                                                | − |
| 24. Juli 2015 – 30. Juli 2015 1 Woche | 1                                                                  | Kygo feat. Parson James                                            | Stole the Show Ashton Parson, Kyrre Gørvell-Dahll, Kyle Kelso, Marli Harwood, Michael Harwood              | − |
| 31. Juli 2015 – 6. August 2015 1 Woche | 1                                                                  | One Direction                                                      | Drag Me Down John Ryan, Julian Bunetta, Jamie Scott                                                        | – |
| 7. August 2015 – 27. August 2015 3 Wochen (insgesamt 6) | 6                                                                  | Nicky Jam & Enrique Iglesias                                       | El perdón Nick Rivera Caminero                                                                             | – |
| 28. August 2015 – 3. September 2015 1 Woche | 1                                                                  | Mylène Farmer & Sting                                              | Stolen Car Gordon Sumner, Mylène Farmer                                                                    | Das Original war 2004 einer der letzten größeren Charthits für Sting. Die französisch-englische Version wurde produziert von The Avener, der Ende letzten Jahres selbst einen Nummer-3-Hit hatte.                                                                                         |
| 4. September 2015 – 24. September 2015 3 Wochen (insgesamt 6) | 6                                                                  | Nicky Jam & Enrique Iglesias                                       | El perdón Nick Rivera Caminero                                                                             | – |
| 25. September 2015 – 15. Oktober 2015 3 Wochen | 3                                                                  | L.E.J                                                              | Summer 2015                                                                                                | Das Frauentrio war eine Internetentdeckung. Nur mit Gesang und Cello coverten sie aktuelle Songs und stellten sie online. Ihr Medley aus Hits des Sommers 2015 wie Lean On und Cheerleader brachte ihnen den Durchbruch an die Chartspitze.                                               |
| 16. Oktober 2015 – 22. Oktober 2015 1 Woche | 1                                                                  | Charlie Puth feat. Meghan Trainor                                  | Marvin Gaye Charlie Puth, Julie Frost, Jacob Elisha Luttrell, Nick Seeley                                  | – |
| 23. Oktober 2015 – 7. Januar 2016 11 Wochen | 11                                                                 | Adele                                                              | Hello Greg Kurstin, Adele Adkins                                                                           | – |

| ← 2014 ← | Liste der Nummer-eins-Hits in Frankreich (Top Singles Streaming) | Liste der Nummer-eins-Hits in Frankreich (Top Singles Streaming) | Liste der Nummer-eins-Hits in Frankreich (Top Singles Streaming)                                           | 2016 →                    |
| \| Zeitraum \| Wo. ges. \| Interpret \| Titel Autor(en) \| Zusätzliche Informationen \| \| (Zeitraum, Wochen auf Platz eins, Interpret, Titel, Autor[en], zusätzliche Informationen) \| \| \| \| \| \| ----------------------------------------------------------------------------------------- \| -------- \| ------------------------------- \| ---------------------------------------------------------------------------------------------------------- \| ------------------------- \| \| 29. Dezember 2014 – 14. Februar 2015 6 Wochen \| 6 \| Mark Ronson feat. Bruno Mars \| Uptown Funk! Mark Ronson, Jeff Bhasker, Bruno Mars, Philip Lawrence \| − \| \| 9. Februar 2015 – 15. Februar 2015 1 Woche \| 1 \| Hozier \| Take Me to Church Andrew Hozier-Byrne \| − \| \| 16. Februar 2015 – 1. März 2015 2 Wochen \| 2 \| The Weeknd \| Earned It Abel Tesfaye, Stephan Moccio, Ahmad Balshe, Jason „DaHeala“ Quenneville \| − \| \| 2. März 2015 – 22. März 2015 3 Wochen \| 3 \| Louane \| Avenir Louane Emera, Quentin Capron \| − \| \| 23. März 2015 – 5. April 2015 2 Wochen \| 2 \| Omi \| Cheerleader (Felix Jaehn Remix) Omar Samuel Pasley, Clifton Dillon, Mark Bradford, Ryan Dillon, Sly Dunbar \| − \| \| 6. April 2015 – 3. September 2015 21 Wochen \| 21 \| Major Lazer & DJ Snake feat. Mø \| Lean On Thomas Wesley Pentz, Karen Marie Ørsted, William Grigahcine, Philip Meckseper \| – \| \| 4. September 2015 – 22. Oktober 2015 7 Wochen \| 7 \| Nicky Jam & Enrique Iglesias \| El perdón Nick Rivera Caminero \| – \| \| 23. Oktober 2015 – 29. Oktober 2015 1 Woche (insgesamt 7) \| 7 \| Maître Gims feat. Niska \| Sapés comme jamais Gandhi Djuna, Dany Synthé \| – \| \| 30. Oktober 2015 – 5. November 2015 1 Woche \| 1 \| Adele \| Hello Greg Kurstin, Adele Adkins \| – \| \| 6. November 2015 – 3. Dezember 2015 4 Wochen (insgesamt 7) \| 7 \| Maître Gims feat. Niska \| Sapés comme jamais Gandhi Djuna, Dany Synthé \| – \| \| 4. Dezember 2015 – 10. Dezember 2015 1 Woche \| 1 \| Jul \| En y \| – \| \| 11. Dezember 2015 – 24. Dezember 2015 2 Wochen (insgesamt 4) \| 4 \| Jul \| Amnésia \| – \| \| 25. Dezember 2015 – 7. Januar 2016 2 Wochen (insgesamt 7) \| 7 \| Maître Gims feat. Niska \| Sapés comme jamais Gandhi Djuna, Dany Synthé \| – \| |                                                                  |                                                                  | |                           |
| ← 2014 |                                                                  |                                                                  | | → 2016 →                  |
| Zeitraum | Wo. ges.                                                         | Interpret                                                        | Titel Autor(en)                                                                                            | Zusätzliche Informationen |
| (Zeitraum, Wochen auf Platz eins, Interpret, Titel, Autor[en], zusätzliche Informationen) |                                                                  |                                                                  | |                           |
| 29. Dezember 2014 – 14. Februar 2015 6 Wochen | 6                                                                | Mark Ronson feat. Bruno Mars                                     | Uptown Funk! Mark Ronson, Jeff Bhasker, Bruno Mars, Philip Lawrence                                        | −                         |
| 9. Februar 2015 – 15. Februar 2015 1 Woche | 1                                                                | Hozier                                                           | Take Me to Church Andrew Hozier-Byrne                                                                      | −                         |
| 16. Februar 2015 – 1. März 2015 2 Wochen | 2                                                                | The Weeknd                                                       | Earned It Abel Tesfaye, Stephan Moccio, Ahmad Balshe, Jason „DaHeala“ Quenneville                          | −                         |
| 2. März 2015 – 22. März 2015 3 Wochen | 3                                                                | Louane                                                           | Avenir Louane Emera, Quentin Capron                                                                        | −                         |
| 23. März 2015 – 5. April 2015 2 Wochen | 2                                                                | Omi                                                              | Cheerleader (Felix Jaehn Remix) Omar Samuel Pasley, Clifton Dillon, Mark Bradford, Ryan Dillon, Sly Dunbar | −                         |
| 6. April 2015 – 3. September 2015 21 Wochen | 21                                                               | Major Lazer & DJ Snake feat. Mø                                  | Lean On Thomas Wesley Pentz, Karen Marie Ørsted, William Grigahcine, Philip Meckseper                      | –                         |
| 4. September 2015 – 22. Oktober 2015 7 Wochen | 7                                                                | Nicky Jam & Enrique Iglesias                                     | El perdón Nick Rivera Caminero                                                                             | –                         |
| 23. Oktober 2015 – 29. Oktober 2015 1 Woche (insgesamt 7) | 7                                                                | Maître Gims feat. Niska                                          | Sapés comme jamais Gandhi Djuna, Dany Synthé                                                               | –                         |
| 30. Oktober 2015 – 5. November 2015 1 Woche | 1                                                                | Adele                                                            | Hello Greg Kurstin, Adele Adkins                                                                           | –                         |
| 6. November 2015 – 3. Dezember 2015 4 Wochen (insgesamt 7) | 7                                                                | Maître Gims feat. Niska                                          | Sapés comme jamais Gandhi Djuna, Dany Synthé                                                               | –                         |
| 4. Dezember 2015 – 10. Dezember 2015 1 Woche | 1                                                                | Jul                                                              | En y | –                         |
| 11. Dezember 2015 – 24. Dezember 2015 2 Wochen (insgesamt 4) | 4                                                                | Jul                                                              | Amnésia | –                         |
| 25. Dezember 2015 – 7. Januar 2016 2 Wochen (insgesamt 7) | 7                                                                | Maître Gims feat. Niska                                          | Sapés comme jamais Gandhi Djuna, Dany Synthé                                                               | –                         |

## Alben
| ← 2014 ← | Liste der Nummer-eins-Hits in Frankreich | Liste der Nummer-eins-Hits in Frankreich | Liste der Nummer-eins-Hits in Frankreich | 2016 → |
| \| Zeitraum \| Wo. ges. \| Interpret \| Titel \| Zusätzliche Informationen \| \| (Zeitraum, Wochen auf Platz eins, Interpret, Titel, zusätzliche Informationen) \| \| \| \| \| \| ------------------------------------------------------------------------------ \| -------- \| ------------------------ \| ---------------------------------------- \| ------------------------------------------------------------------------------------------------------------------------------------------------------------------------------------------------------------------------------------------------------------------------------------------------------------------------------------------- \| \| 15. Dezember 2014 – 1. Februar 2015 7 Wochen (insgesamt 12) \| 12 \| Kendji Girac \| Kendji \| − \| \| 2. Februar 2015 – 15. Februar 2015 2 Wochen \| 2 \| M. Pokora \| R. E. D. – Rythmes extrêmement dangereux \| − \| \| 16. Februar 2015 – 22. Februar 2015 1 Woche \| 1 \| Fauve \| Vieux frères – Partie 2 \| Die musikalische Künstlergruppe aus Paris war mit dem ersten Teil – ihrem Debütalbum – ein Jahr zuvor auf Platz 2 gekommen. \| \| 23. Februar 2015 – 1. März 2015 1 Woche \| 1 \| Gradur \| L’homme au bob \| − \| \| 2. März 2015 – 8. März 2015 1 Woche (insgesamt 12) \| 12 \| Louane \| Chambre 12 \| − \| \| 9. März 2015 – 29. März 2015 3 Wochen \| 3 \| Les Enfoirés \| Sur la route des Enfoirés \| − \| \| 30. März 2015 – 12. April 2015 2 Wochen (insgesamt 12) \| 12 \| Louane \| Chambre 12 \| − \| \| 13. April 2015 – 19. April 2015 1 Woche \| 1 \| Booba \| D.U.C. \| − \| \| 20. April 2015 – 26. April 2015 1 Woche (insgesamt 12) \| 12 \| Louane \| Chambre 12 \| − \| \| 27. April 2015 – 31. Mai 2015 5 Wochen \| 5 \| Francis Cabrel \| In extremis \| − \| \| 1. Juni 2015 – 7. Juni 2015 1 Woche \| 1 \| Lacrim \| R.I.P.R.O Volume 1 \| − \| \| 8. Juni 2015 – 21. Juni 2015 2 Wochen \| 2 \| Muse \| Drones \| − \| \| 22. Juni 2015 – 6. August 2015 6 Wochen (insgesamt 12) \| 12 \| Louane \| Chambre 12 \| − \| \| 7. August 2015 – 13. August 2015 1 Woche \| 1 \| Dr. Dre \| Compton: A Soundtrack by Dr. Dre \| − \| \| 14. August 2015 – 27. August 2015 2 Wochen (insgesamt 12) \| 12 \| Louane \| Chambre 12 \| − \| \| 28. August 2015 – 17. September 2015 3 Wochen \| 3 \| Maître Gims \| Mon cœur avait raison \| − \| \| 18. September 2015 – 24. September 2015 1 Woche \| 1 \| David Gilmour \| Rattle That Lock \| − \| \| 25. September 2015 – 22. Oktober 2015 4 Wochen \| 4 \| Verschiedene Interpreten \| Corsu – Mezu Mezu \| Dieses Projekt von Patrick Fiori ist Korsika gewidmet, der Heimat seiner Mutter. 15 korsische Lieder werden im Duett von jeweils einem Interpreten von der Insel und einem Interpreten vom Kontinent gesungen. Prominente Beteiligte sind Patrick Bruel, Francis Cabrel, Louis Bertignac, Michel Fugain, Jenifer und Grand Corps Malade.[3] \| \| 23. Oktober 2015 – 29. Oktober 2015 1 Woche \| 1 \| Keen’V \| Là où le vent me mène \| Mit dem vierten Studioalbum in Folge stand der Franzose an der Spitze der Charts. \| \| 30. Oktober 2015 – 5. November 2015 1 Woche \| 1 \| Kendji Girac \| Ensemble \| – \| \| 6. November 2015 – 12. November 2015 1 Woche \| 1 \| Mylène Farmer \| Interstellaires \| – \| \| 13. November 2015 – 19. November 2015 1 Woche \| 1 \| Johnny Hallyday \| De l’amour \| – \| \| 20. November 2015 – 7. Januar 2016 7 Wochen \| 7 \| Adele \| 25 \| – \| |                                          |                                          |                                          | |
| ← 2014 |                                          |                                          |                                          | → 2016 → |
| Zeitraum | Wo. ges.                                 | Interpret                                | Titel                                    | Zusätzliche Informationen |
| (Zeitraum, Wochen auf Platz eins, Interpret, Titel, zusätzliche Informationen) |                                          |                                          |                                          | |
| 15. Dezember 2014 – 1. Februar 2015 7 Wochen (insgesamt 12) | 12                                       | Kendji Girac                             | Kendji                                   | − |
| 2. Februar 2015 – 15. Februar 2015 2 Wochen | 2                                        | M. Pokora                                | R. E. D. – Rythmes extrêmement dangereux | − |
| 16. Februar 2015 – 22. Februar 2015 1 Woche | 1                                        | Fauve                                    | Vieux frères – Partie 2                  | Die musikalische Künstlergruppe aus Paris war mit dem ersten Teil – ihrem Debütalbum – ein Jahr zuvor auf Platz 2 gekommen. |
| 23. Februar 2015 – 1. März 2015 1 Woche | 1                                        | Gradur                                   | L’homme au bob                           | − |
| 2. März 2015 – 8. März 2015 1 Woche (insgesamt 12) | 12                                       | Louane                                   | Chambre 12                               | − |
| 9. März 2015 – 29. März 2015 3 Wochen | 3                                        | Les Enfoirés                             | Sur la route des Enfoirés                | − |
| 30. März 2015 – 12. April 2015 2 Wochen (insgesamt 12) | 12                                       | Louane                                   | Chambre 12                               | − |
| 13. April 2015 – 19. April 2015 1 Woche | 1                                        | Booba                                    | D.U.C.                                   | − |
| 20. April 2015 – 26. April 2015 1 Woche (insgesamt 12) | 12                                       | Louane                                   | Chambre 12                               | − |
| 27. April 2015 – 31. Mai 2015 5 Wochen | 5                                        | Francis Cabrel                           | In extremis                              | − |
| 1. Juni 2015 – 7. Juni 2015 1 Woche | 1                                        | Lacrim                                   | R.I.P.R.O Volume 1                       | − |
| 8. Juni 2015 – 21. Juni 2015 2 Wochen | 2                                        | Muse                                     | Drones                                   | − |
| 22. Juni 2015 – 6. August 2015 6 Wochen (insgesamt 12) | 12                                       | Louane                                   | Chambre 12                               | − |
| 7. August 2015 – 13. August 2015 1 Woche | 1                                        | Dr. Dre                                  | Compton: A Soundtrack by Dr. Dre         | − |
| 14. August 2015 – 27. August 2015 2 Wochen (insgesamt 12) | 12                                       | Louane                                   | Chambre 12                               | − |
| 28. August 2015 – 17. September 2015 3 Wochen | 3                                        | Maître Gims                              | Mon cœur avait raison                    | − |
| 18. September 2015 – 24. September 2015 1 Woche | 1                                        | David Gilmour                            | Rattle That Lock                         | − |
| 25. September 2015 – 22. Oktober 2015 4 Wochen | 4                                        | Verschiedene Interpreten                 | Corsu – Mezu Mezu                        | Dieses Projekt von Patrick Fiori ist Korsika gewidmet, der Heimat seiner Mutter. 15 korsische Lieder werden im Duett von jeweils einem Interpreten von der Insel und einem Interpreten vom Kontinent gesungen. Prominente Beteiligte sind Patrick Bruel, Francis Cabrel, Louis Bertignac, Michel Fugain, Jenifer und Grand Corps Malade. |
| 23. Oktober 2015 – 29. Oktober 2015 1 Woche | 1                                        | Keen’V                                   | Là où le vent me mène                    | Mit dem vierten Studioalbum in Folge stand der Franzose an der Spitze der Charts. |
| 30. Oktober 2015 – 5. November 2015 1 Woche | 1                                        | Kendji Girac                             | Ensemble                                 | – |
| 6. November 2015 – 12. November 2015 1 Woche | 1                                        | Mylène Farmer                            | Interstellaires                          | – |
| 13. November 2015 – 19. November 2015 1 Woche | 1                                        | Johnny Hallyday                          | De l’amour                               | – |
| 20. November 2015 – 7. Januar 2016 7 Wochen | 7                                        | Adele                                    | 25                                       | – |